# Chorvatská vlajka

Chorvatská vlajka
Poměr stran: 1:2

Chorvatská námořní vlajka
Poměr stran: 2:3

Chorvatská námořní válečná vlajka
Poměr stran: 2:3

Vlajka Chorvatska je tvořena listem o poměru stran 1:2 se třemi vodorovnými pruhy v panslovanských barvách: červené, bílé a modré. Uprostřed vlajky je umístěn státní znak Chorvatska. Podoba vlajky byla přijata 21. prosince 1991.
Chorvatská námořní vlajka má poměr stran 2:3, stejně jako
chorvatská námořní válečná vlajka, která má navíc za znakem dvě zkřížené, žluté kotvy.

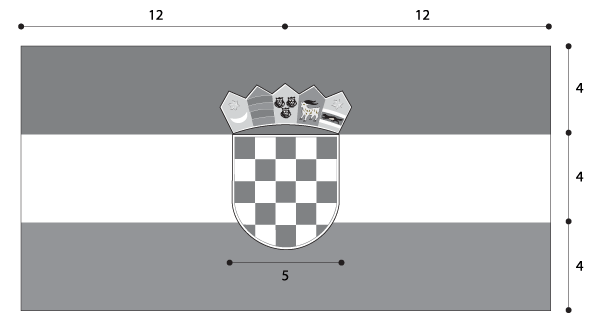
Rozměry chorvatské vlajky
Vlajka chorvatského prezidenta Poměr stran: 1:1
Chorvatská lodní vlajka (Naval Jack) Poměr stran: 2:3

## Vznik a vývoj vlajky
V 19. století se používala vlajka, která byla odvozena z barev štítu země, měla dva vodorovné pruhy (červený a bílý). Chorvatští nacionalisté ale používali vlajku v panslovanských barvách, tj. ještě s modrým pruhem. Když bylo v rámci SFRJ v roce 1949 ustanoveno socialistické Chorvatsko, za vlajku byla vybrána trikolóra červená-bílá-modrá s rudou jugoslávskou pěticípou hvězdou uprostřed. Po vyhlášení nezávislosti v roce 1991 nahradil hvězdu znak země. Ten ale musel být na vlajce upraven, protože jeho umístění v prostředním bílém poli by připomínalo vlajku používanou ustašovci za druhé světové války. Nově tak znak přesahuje do červeného i modrého pole, přidána byla i znaková koruna.
| Vlajka                                                | Popisek |
| ----------------------------------------------------- | --- |
| Vlajka státu Slovinců, Chorvatů a Srbů                | Vlajka Státu Slovinců, Chorvatů a Srbů (1918). |
| Vlajka jugoslávského království                       | Vlajka Království Srbů, Chorvatů a Slovinců (1918–1945). |
| Vlajka jugoslávského království s královským znakem   | Vlajka Království Srbů, Chorvatů a Slovinců s královským znakem (1918–1945). |
| Vlajka Nezávislého státu Chorvatsko                   | Vlajka Nezávislého státu Chorvatsko během druhé světové války |
| Vlajka jugoslávských partyzánů                        | Vlajka jugoslávských partyzánů (1941–1945). |
| Vlajka Socialistické federativní republiky Jugoslávie | Vlajka Socialistické federativní republiky Jugoslávie (1946–1992). |
| Vlajka socialistického Chorvatska                     | Vlajka socialistického Chorvatska v rámci SFRJ (1949–1991). |
| Vlajka Chorvatska                                     | Po vyhlášení nezávislosti v roce 1991 nahradil hvězdu znak země. Ten ale musel být na vlajce upraven, protože jeho umístění v prostředním bílém poli by připomínalo vlajku používanou ustašovci za druhé světové války. |

## Vlajky chorvatských žup

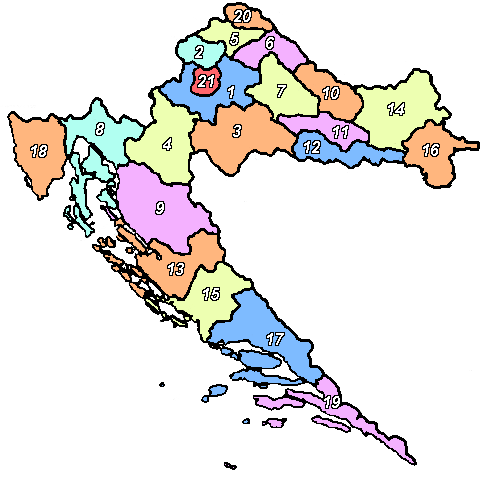
Chorvatské župy

Chorvatsko se od roku 1992 člení na 21 žup. Jednou z žup je i hlavní město Záhřeb. Všechny župy užívají vlastní vlajky o poměru stran 1:2.

Hlavní město Záhřeb (21) Poměr stran: 1:2
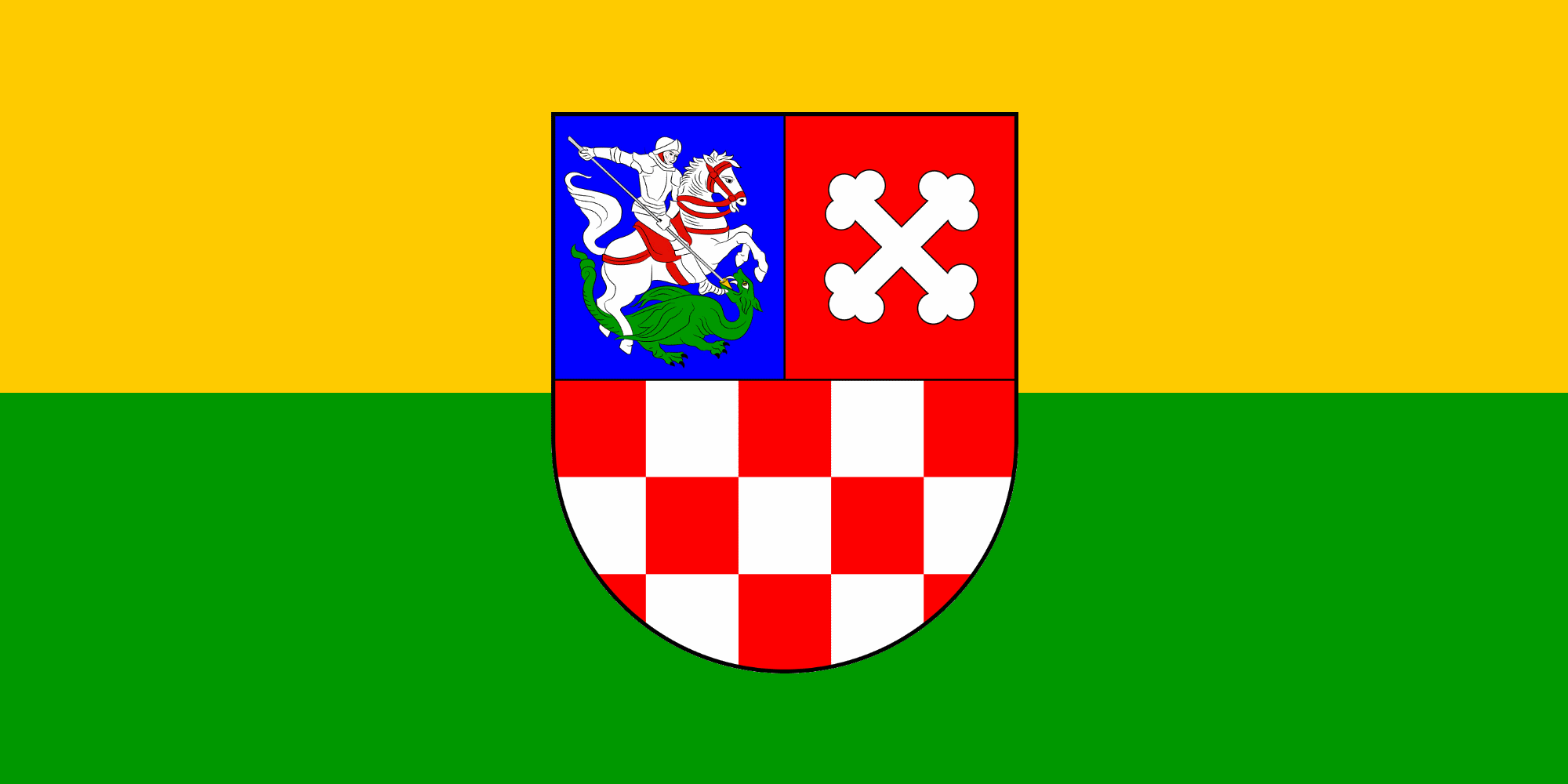
Bjelovarsko-bilogorská župa (7) Poměr stran: 1:2
Brodsko-posávská župa (12) Poměr stran: 1:2
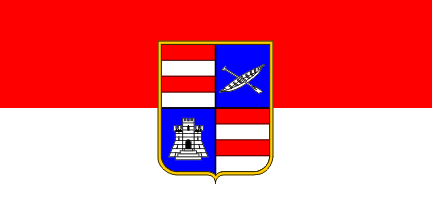
Dubrovnicko-neretvanská župa (19) Poměr stran: 1:2
Istrijská župa (18) Poměr stran: 1:2
Karlovacká župa (4) Poměr stran: 1:2
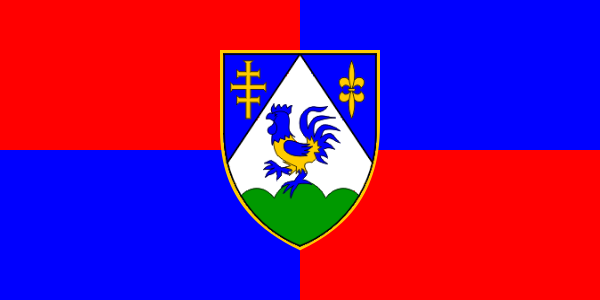
Koprivnicko-križevecká župa (6) Poměr stran: 1:2
Krapinsko-zagorská župa (2) Poměr stran: 1:2
Licko-senjská župa (9) Poměr stran: 1:2
Mezimuřská župa (20) Poměr stran: 1:2
Osijecko-baranjská župa (14) Poměr stran: 1:2
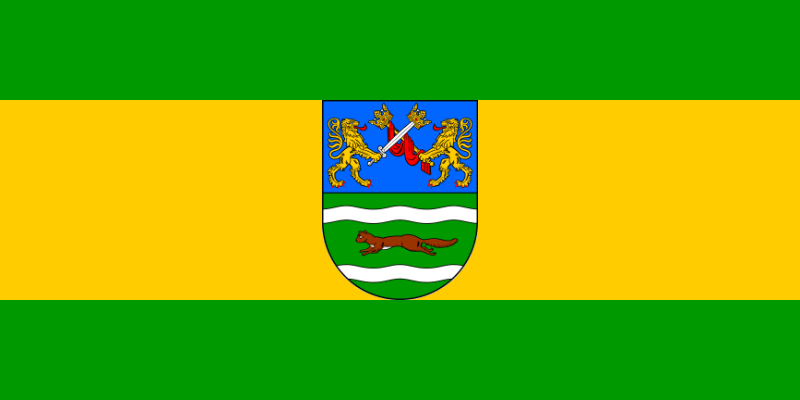
Požežsko-slavonská župa (11) Poměr stran: 1:2
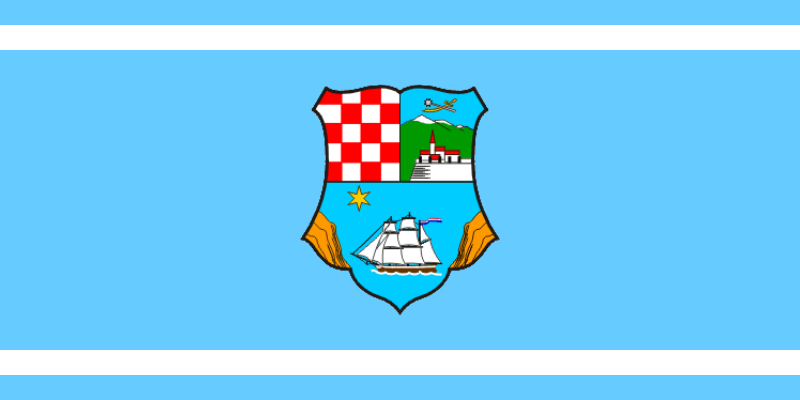
Přímořsko-gorskokotarská župa (8) Poměr stran: 1:2
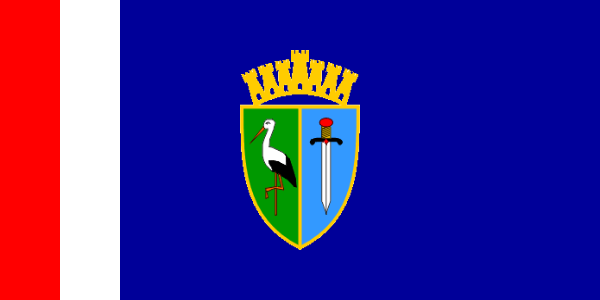
Sisacko-moslavinská župa (3) Poměr stran: 1:2
Splitsko-dalmatská župa (17) Poměr stran: 1:2
Šibenicko-kninská župa (15) Poměr stran: 1:2
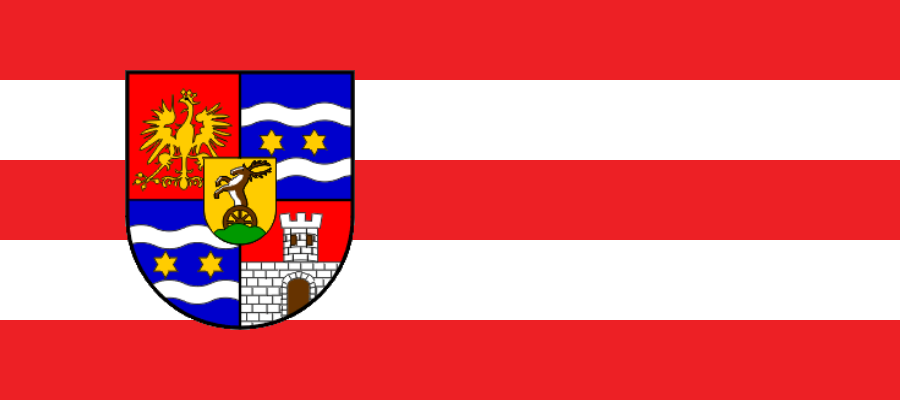
Varaždinská župa (5) Poměr stran: 4:9
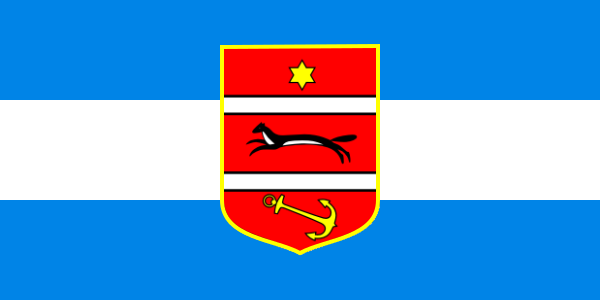
Viroviticko-podrávská župa (10) Poměr stran: 1:2
Vukovarsko-sremská župa (16) Poměr stran: 1:2
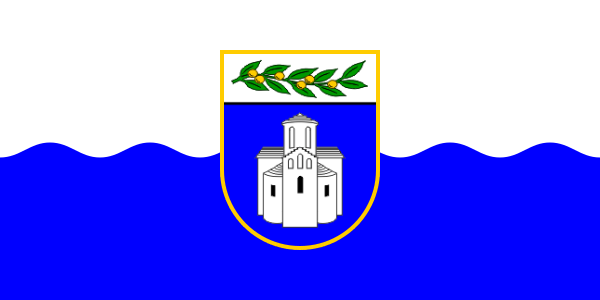
Zadarská župa (13) Poměr stran: 1:2
Záhřebská župa (1) Poměr stran: 1:2